# Laelia marginata
Laelia marginata (Lindl.) L.O.Williams, 1941 (alcuni testi riportano il sinonimo Schomburgkia marginata  Lindl., 1838 ) è una pianta della famiglia delle Orchidacee.

## Descrizione
L. marginata è un'orchidea di grandi dimensioni, che cresce su alberi (epifita) e presenta pseudobulbi compressi tra loro, a forma clavato-fusiforme, scanalati, con caratteristiche coste, avvolti da giovani da guaine membranose. Su ogni pseudobulbo crescono due foglie apicali, eretto-patenti, rigide, oblunghe, ricurve all'apice, coriacee e leggermente concave alla pagina inferiore. La fioritura avviene in estate su racemi semiumbellati di grandi dimensioni, robusti, alti fino a 110 centimetri e recanti un notevole numero di fiori, da almeno 20 fino a oltre 40. Detti fiori hanno dimensioni di circa 5 centimetri e presentano il caratteristico margine frastagliato di petali e sepali che si presentano di colore più scuro del labello che in genere è roseo.

## Distribuzione e habitat
L. marginata è una pianta originaria del Sud America, in particolare Venezuela, Guyana, Suriname e Brasile settentrionale dove cresce alle basse quote in foreste..

## Sinonimi
Schomburgkia marginata  Lindl., 1838 

Cattleya marginata  (Lindl.) Beer, 1854 

Bletia marginata  (Lindl.) Rchb.f., 1862 

Schomburgkia crispa  Lindl., 1838 

Cattleya crispa  (Lindl.) Beer, 1854 

Bletia crispina  (Lindl.) Rchb.f., 1862 

## Coltivazione
Questa specie richiede esposizione a mezz'ombra e temperature elevate.